# Ligne de Thénia à Oued Aïssi
La ligne de Thénia à Oued Aïssi est l'une des lignes du réseau ferroviaire algérien. Elle relie la gare de Thénia (dans la wilaya de Boumerdès) à celle de Oued Aïssi (dans la wilaya de Tizi Ouzou). Elle est utilisée par les trains du réseau ferré de la banlieue d'Alger reliant la banlieue d'Alger à celle de Tizi Ouzou.

## Histoire
La ligne de Ménerville (nom de la ville de Thénia pendant la colonisation française) à Tizi Ouzou a été concédée à la Compagnie de l'Est algérien par la loi du 23 août 1883. Elle est destinée à desservir tout le haut plateau de la Grande Kabylie et à écouler vers le port d'Alger les produits de la région.
D'une longueur de 53 km, la ligne est mise en service par tronçons entre 1886 et 1888.
| Tronçons                                                   | Longueur | Date de mise en service |
| ---------------------------------------------------------- | -------- | ----------------------- |
| MénerviIle - Bordj Menaïel                                 | 15 km    | 20 août 1886            |
| Bordj Menaïel - Haussonvillers*                            | 12 km    | 25 janvier 1887         |
| Haussonvillers - Tizi-Ouzou                                | 26 km    | 27 mai 1886             |
| * Ancien nom de Naciria pendant la colonisation française. |          |                         |

Au début du XXe siècle, la ligne dispose de huit gares :
- la gare de Ménerville (ancien nom de Thénia) ;
- la gare de Félix-Faure - Courbet (ancien nom de Si Mustapha) ;
- la gare d'Isserville - Les Issers (ancien nom d'Isser) ;
- la gare de Bordj Menaïel ;
- la gare de Haussonvillers (ancien nom de Naciria)  ;
- la gare de Camp-du-Maréchal (ancien nom de Tadmaït) ;
- la gare de Mirabeau (ancien nom de Draâ Ben Khedda) ;
- la gare de Tizi Ouzou.

À cette époque, la gare de Tizi Ouzou est desservie par trois trains allers-retours au départ d'Alger. La durée du trajet est en moyenne de 3 h 25. Des correspondances sont assurées dans les gares de Camp-du-Maréchal et de Mirabeau avec les trains de la ligne de Dellys à Boghni.

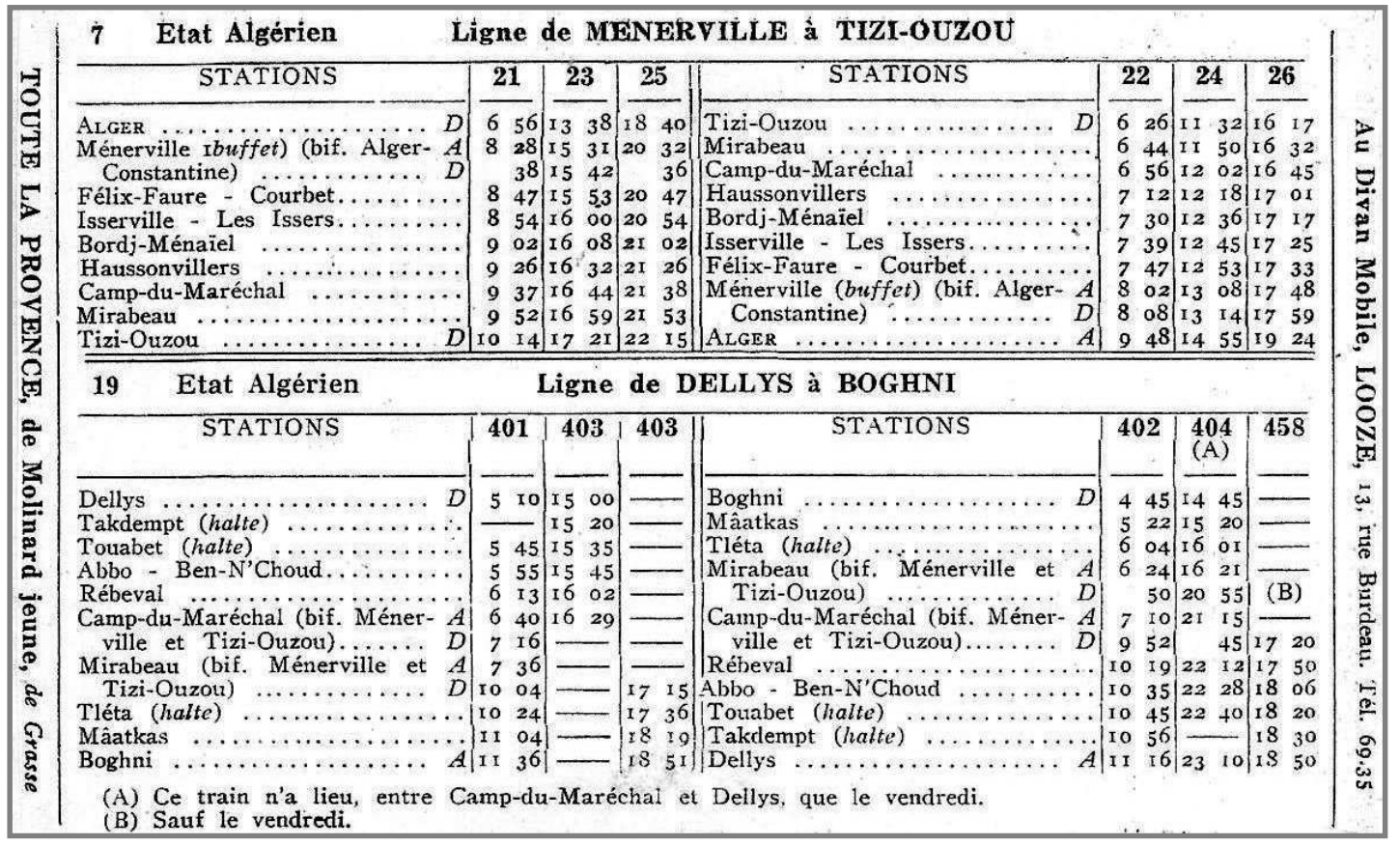
Horaires des lignes Alger - Tizi-Ouzou et Dellys - Boghni.

Vues d'anciennes gare de la ligne
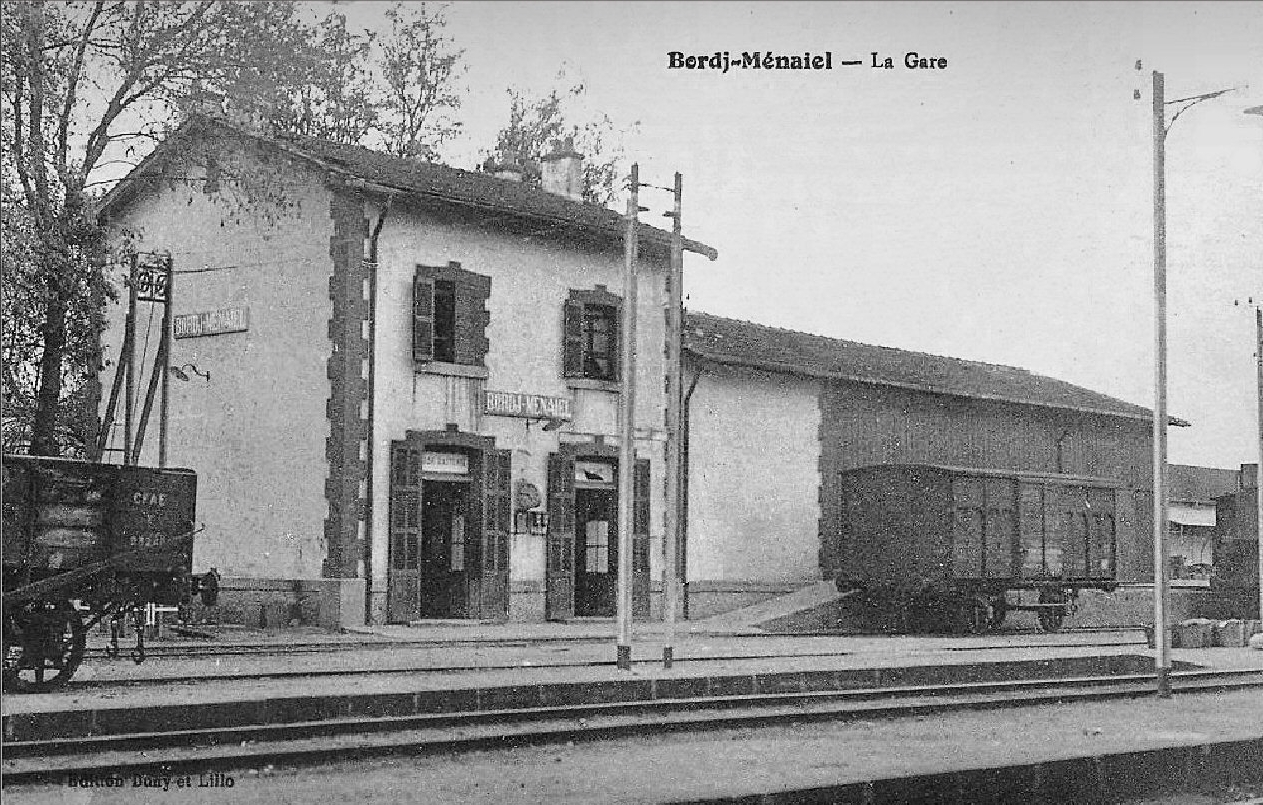
Bordj Menaïel.
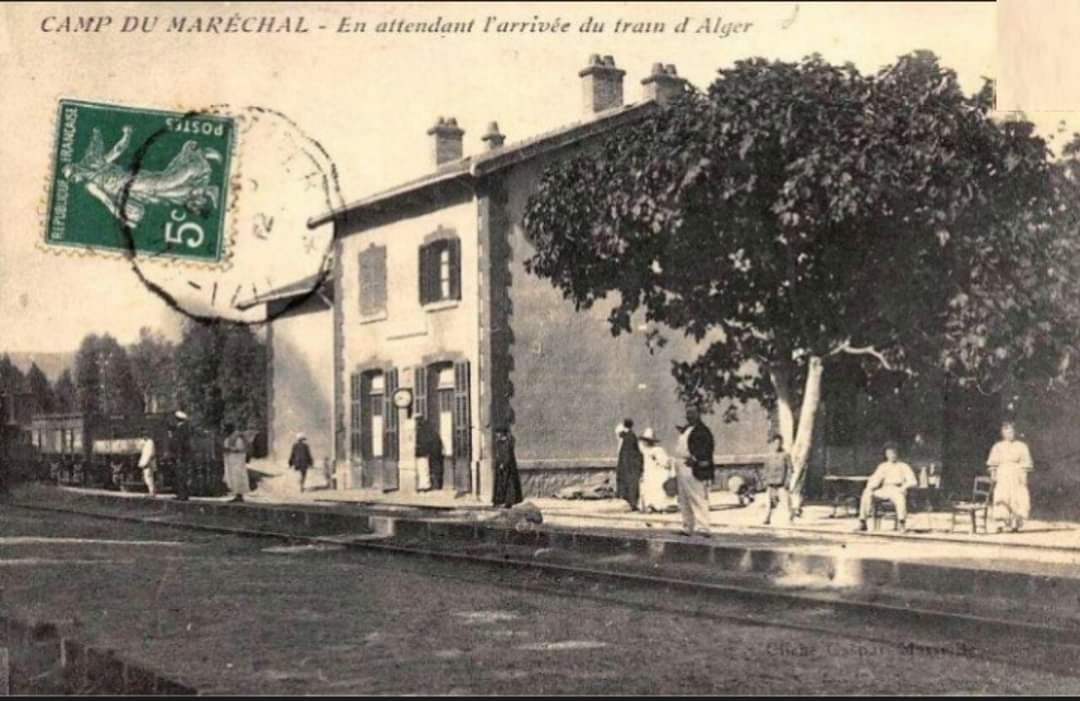
Camp-du-Maréchal (Tadmaït).
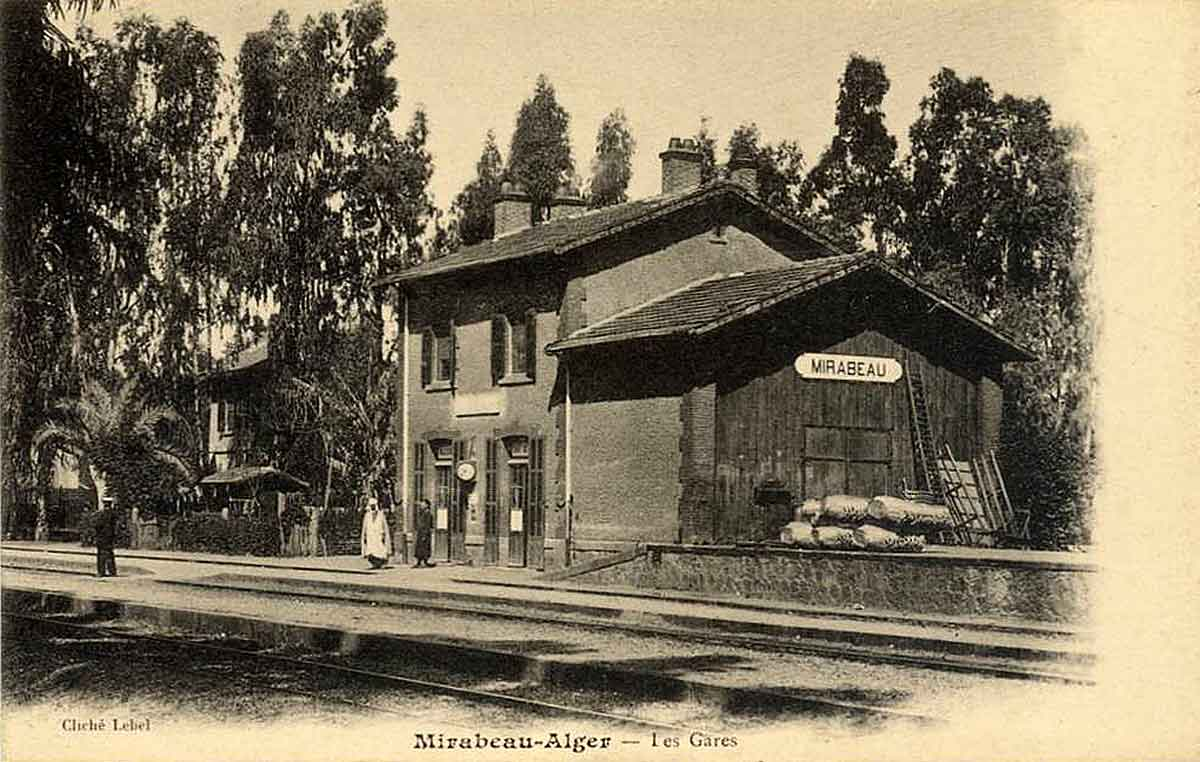
Mirabeau (Draâ Ben Khedda).
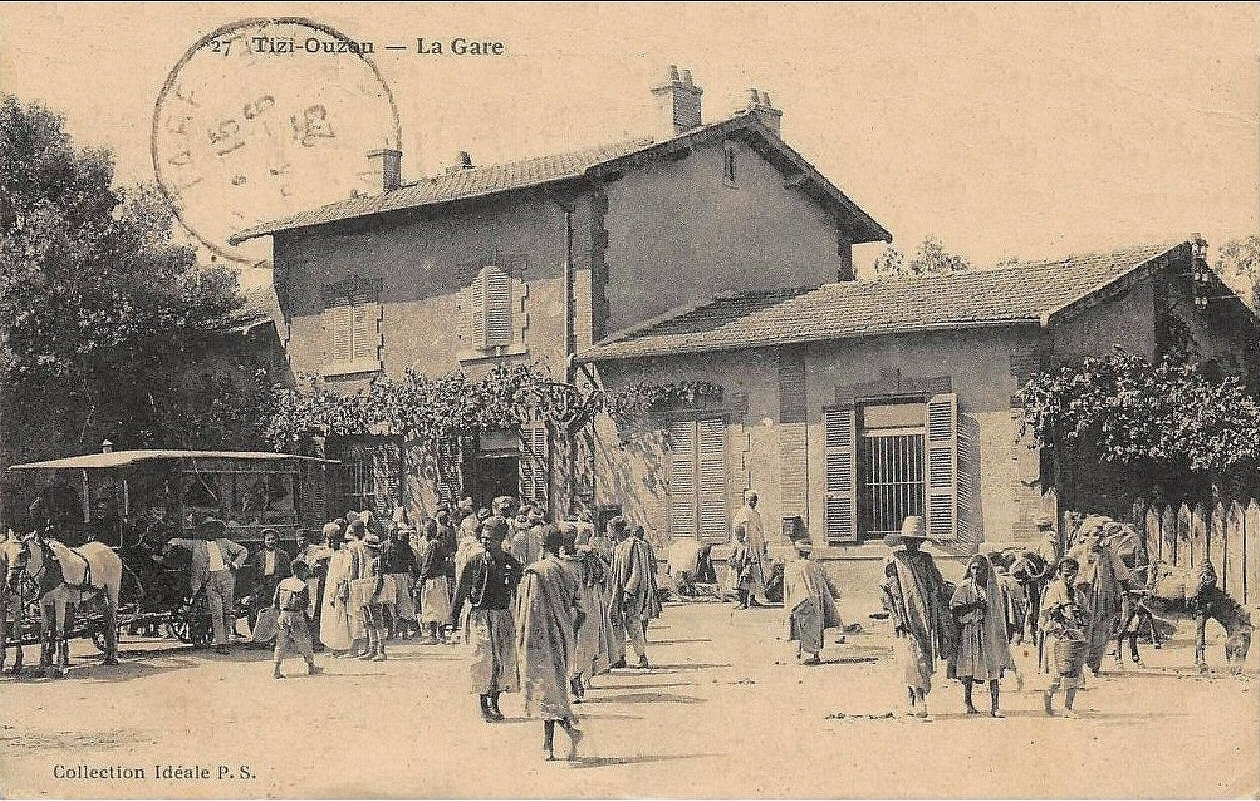
Tizi Ouzou.

Le trafic ferroviaire sur la ligne est suspendu en 1996 lors de la guerre civile algérienne. Il reprendra partiellement en juillet 2009 et sera à nouveau arrêté en mars 2013 dans le cadre de la rénovation de la ligne. 
En 2008, un projet de modernisation et d'extension de la ligne est lancé,. D'un montant initial de 56 milliards de dinars, le projet consiste en la rénovation des voies de gares existantes, la création de nouvelles gares, l'électrification de la ligne et son extension de Tizi Ouzou à Oued Aïssi sur une longueur de 14 km. Sa réalisation est confiée à un consortium composée des entreprises ETRHB (Algérie), Texeira Duarte (Portugal), Enryse (Espagne) et Ozgün (Turquie),.
L'extension de la ligne à l'est de Tizi Ouzou permet la desserte l'université et de la zone industrielle de Oued Aïssi. Trois nouvelles gares sont créées à cet effet : les gares de Kef Naâdja, Oued Aïssi - Université et Oued Aïssi. Le coût des travaux d'extension est de 15 milliards de dinars.
Le 19 avril 2017, la SNTF met en service la liaison Alger - Tizi Ouzou via Thénia. Cette liaison est intégrée au réseau ferré de la banlieue d'Alger. Elle est prolongée jusqu'à Oued Aïssi le 6 juin 2017,.

## La ligne

### Caractéristiques de la ligne
La ligne actuelle ne comporte qu'une seule voie. La plateforme pour la seconde voie a été réalisée lors de la rénovation de la ligne, elle sera posée ultérieurement selon les besoins de la ligne,.
Les systèmes de signalisation ferroviaire ERTMS / ETCS sont installés lors de la rénovation de la ligne au cours des années 2010.

### Tracé et profil
La ligne se sépare de la ligne d'Alger à Skikda à quelques centaines de mètres à l'est de la gare de Thénia. Elle suit globalement le tracé de la route nationale 12, qu'elle franchit à plusieurs reprises, jusqu’à Oued Aïssi.

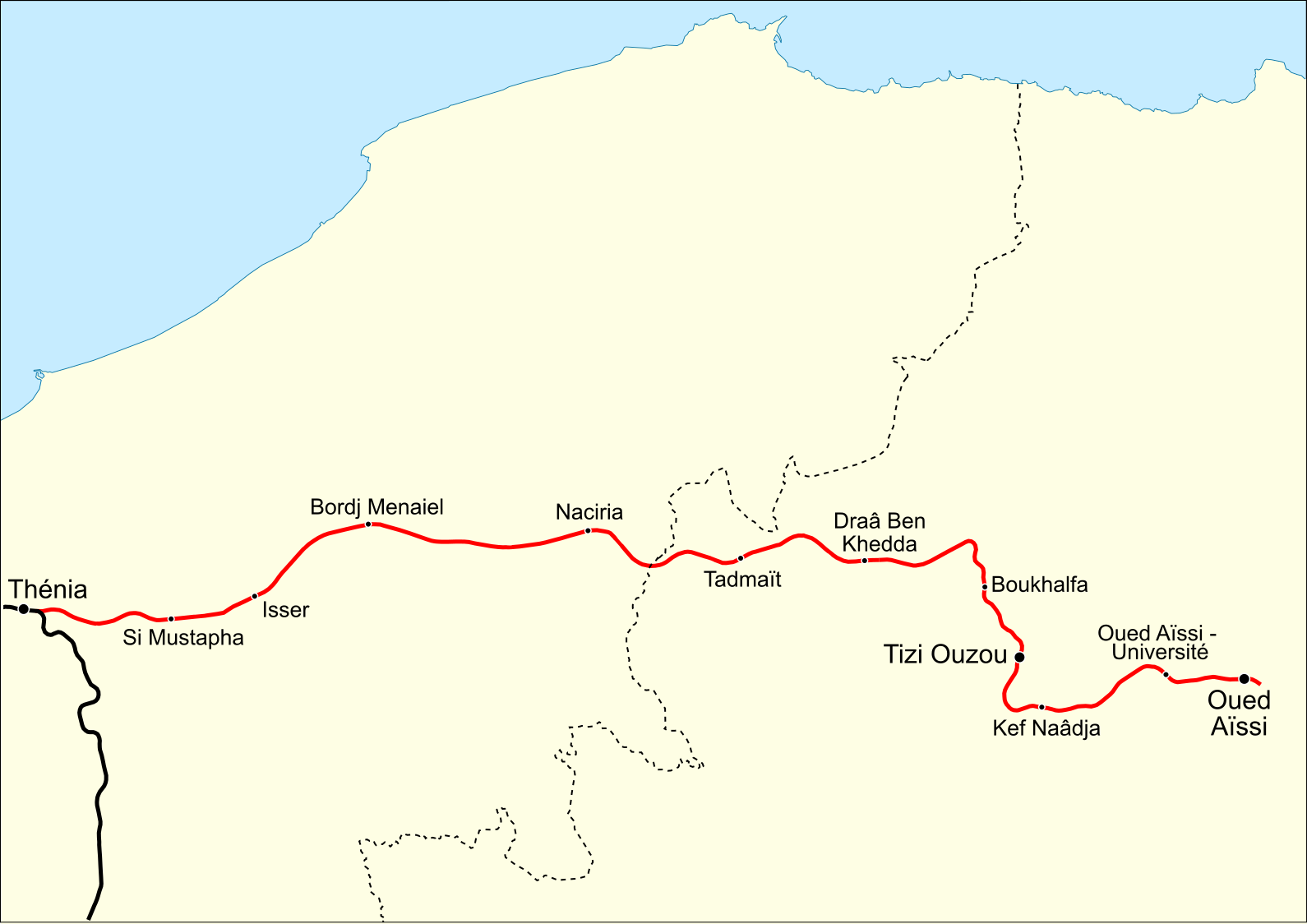
Tracé de la ligne.

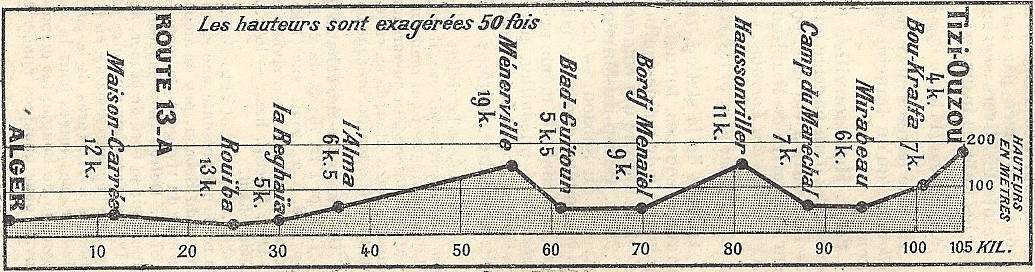
Profil de la ligne d'Alger à Tizi Ouzou.

### Ouvrages d'art
La ligne entre Thénia et Tizi Ouzou comporte de nombreux ponts enjambant le relief ou le réseau routier, dont 21 ponts-rails, 11 ponts route, 9 viaducs d'une longueur totale de 2 955 m, ainsi que quatre tunnels d'une longueur totale de 2 947 m,,. La longueur du tunnel de Naciria est de 1 500 m, celle de Tadmaït est de 864 m,.
La ligne nouvelle entre la gare de Tizi Ouzou et la gare de Oued Aïssi comporte trois tunnels, d'une longueur totale de 1 701 m, et huit viaducs, d'une longueur totale de 1 937 m

### Vitesses de la ligne
À la mise en service de la ligne, la vitesse commerciale des trains de voyageurs est de 120 km/h. Elle sera portée à 160 km/h après la suppression des passages à niveau. La vitesse des trains de marchandise quant à elle est de 80 km/h.

## Service ferroviaire
La ligne est utilisée par les trains du réseau ferré de la banlieue d'Alger reliant la banlieue d'Alger à celle de Tizi Ouzou. La durée du trajet entre Alger et Oued Aïssi est de 1 h 40, celle de Thénia à Oued Aïssi de 50 minutes.
Elle est également empruntée par des trains de marchandises notamment pour le transport de carburant vers le dépôt Naftal de Oued Aïssi.

## Gares de la ligne
Lors de la rénovation de la ligne et de son extension, plusieurs gares ont été créées ou rénovées :
- gares créées : Boukhalfa, Kef Naâdja, Oued Aïssi - Université et Oued Aïssi ;
- gares déplacées : Bordj Menaïel, Naciria et Draâ Ben Khedda ;
- gares rénovées : Si Mustapha, Isser, Tadmaït et Tizi Ouzou.

|  |   |  | Gares                   | Communes        |
|  | - |  | ----------------------- | --------------- |
|  | ■ |  | Thénia                  | Thénia          |
|  | ● |  | Si Mustapha             | Si Mustapha     |
|  | ● |  | Isser                   | Isser           |
|  | ● |  | Bordj Menaïel           | Bordj Menaïel   |
|  | ● |  | Naciria                 | Naciria         |
|  | ● |  | Tadmaït                 | Tadmaït         |
|  | ● |  | Draâ Ben Khedda         | Draâ Ben Khedda |
|  | ● |  | Boukhalfa               | Tizi Ouzou      |
|  | ● |  | Tizi Ouzou              | Tizi Ouzou      |
|  | ● |  | Kef Naâdja              | Tizi Ouzou      |
|  | ● |  | Oued Aïssi - Université | Tizi Ouzou      |
|  | ■ |  | Oued Aïssi              | Tizi Ouzou      |

## Projets
La prolongation en direction de Tamda et d'Azazga, sur une longueur de 25 km, est à l'étude depuis 2016.